# Manuel Antonio Caro
Manuel Antonio Caro Olavarría (Ancud, Chiloé, 3 de junio de 1835-Valparaíso, 14 de julio de 1903) fue un pintor chileno, representante del realismo academicista.

## Vida
Fue hijo de Victorino Caro y Cárcamo y de Asunción de Olavarría y Sierpe.
Se educó en la Academia de Pintura de Santiago, donde formó parte de la primera generación de alumnos junto a Miguel Campos, Nicolás Guzmán,  Pascual Ortega y Antonio Smith, tomando lecciones del director del establecimiento, el pintor italiano Alejandro Cicarelli. Entre 1859 y 1865, permaneció en París, donde se le aceptó en la École des Beaux-Arts y fue alumno del pintor neoclásico Paul Césaire Gariot.
Se dedicó principalmente a la realización de retratos por encargo en su taller de Valparaíso; sin embargo, sus obras más conocidas son La zamacueca, escena costumbrista, y La abdicación de O'Higgins, de tema histórico; ambas fueron premiadas en exposiciones oficiales chilenas.
En el libro Chile en 1910, se destacan además sus pinturas El velorio, que retrata un velorio del angelito, El rodeo y La muerte de Carrera.

## Galería

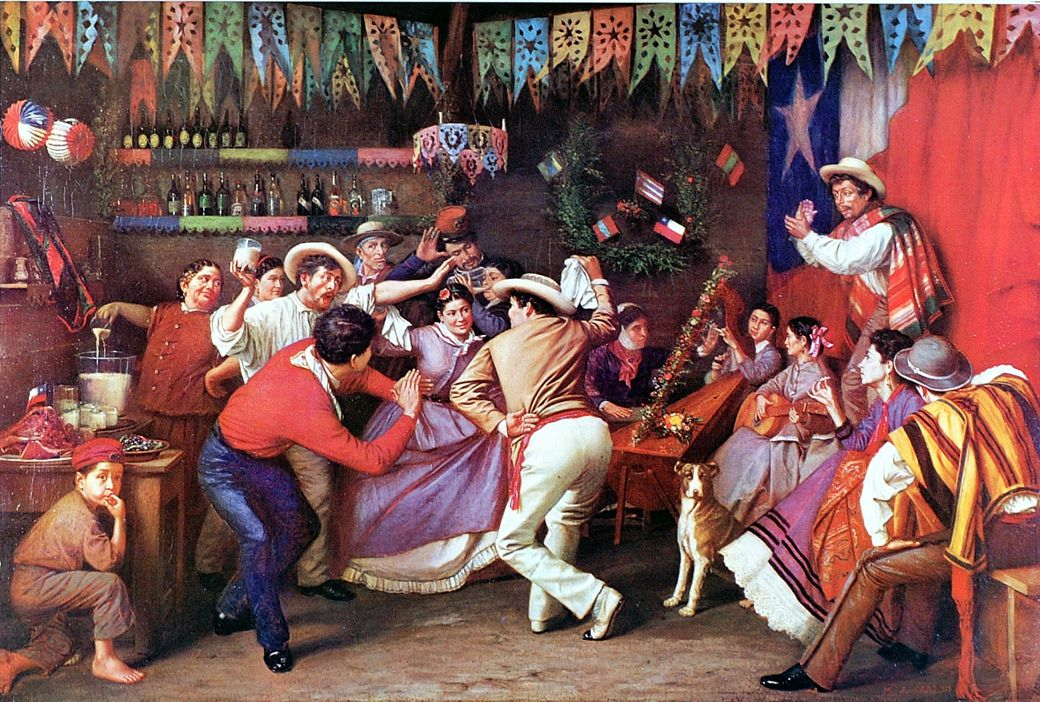
La zamacueca. Este cuadro costumbrista que representa un espacio festivo popular chileno es una de sus obras más conocidas. Óleo sobre tela en la colección de la Presidencia de la República de Chile.
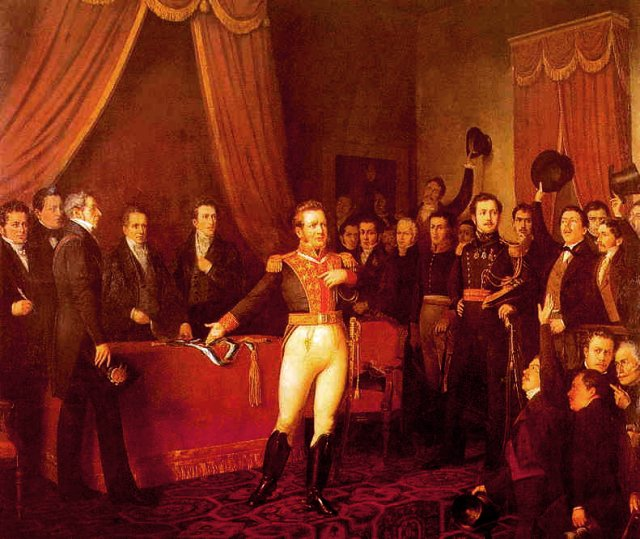
Abdicación del Supremo Director Bernardo O'Higgins.